# Coeur de Bray
De  Coeur de Bray  is een Franse kaas uit het Pays de Bray in Normandië.
De Coeur de Bray is een op de Neufchâtel AOC lijkende kaas.
De melk wordt langzaam gestremd, de wrongel wordt na 24-36 uur verzameld, waarna in 12 uur wordt onder lichte druk het laatste vocht afgegoten wordt. De wrongel wordt geënt met schimmelcultures of korrels oudere kaas. Vervolgens wordt de wrongel gekneed, gezouten en in vormen gedaan. De vormen rijpen een paar dagen bij een temperatuur van 12 – 14 C.
De Coeur de Bray is een jonge Neufchâtel, de smaak is zacht, minder geprononceerd dan de Neufchâtel.